# International Journal of Clinical Pharmacology and Therapeutics
Das International Journal of Clinical Pharmacology and Therapeutics, abgekürzt Int. J. Clin. Pharmacol. Ther., ist eine wissenschaftliche Fachzeitschrift, die vom Dustri-Verlag veröffentlicht wird. Die Zeitschrift wurde 1967 unter dem Namen Internationale Zeitschrift für klinische Pharmakologie, Therapie und Toxikologie gegründet. Im Jahr 1972 wurde der Name in International Journal of Clinical Pharmacology and Therapeutics geändert, sie erscheint derzeit mit zwölf Ausgaben im Jahr. Es werden Arbeiten veröffentlicht, die sich mit klinischen Prüfungen, Pharmakoepidemiologie, Pharmakovigilanz sowie Pharmakodynamik und -kinetik beschäftigen.
Der Impact Factor lag im Jahr 2014 bei 1,223. Nach der Statistik des ISI Web of Knowledge wird das Journal mit diesem Impact Factor in der Kategorie Pharmakologie und Pharmazie an 199. Stelle von 254 Zeitschriften geführt.